# 제3회 DMZ국제다큐영화제
제3회 DMZ국제다큐영화제는 2011년 9월 22일에 열린 시상식이다.

## 수상 및 후보

### 국제경쟁 - 흰기러기상
- 깊은 산 작은 마을 - 타티아나 후에조 수상

### 국제경쟁 - 심사위원 특별상
- 봄베이 비치 - 엘머 하렐 수상

### 한국경쟁 - 최우수한국다큐멘터리상
- 모래 - 강유가람 수상

### 특별상 - 관객상
- 굿바이 홈런 - 이정호 수상

### 국제경쟁
- 당신은 진실을 좋아하지 않는다: 관타나모에서의 4일 - 뤽 코떼 외 1명
- 워터 게토 - 내쉬 안
- 달빛 아래에서 - 오타 나오코
- 두 개의 문 - 김일란 외 1명
- 투게더 - 자오량
- 깊은 산 작은 마을 - 타티아나 후에조
- 파라다이스 호텔 - 소피아 차벨라
- 21세기 성자 - 알라드 데티거
- 격렬의 거리 - 댄 딕스
- 성전 - 스티븐 마샬
- 봄베이 비치 - 엘머 하렐
- 덫: 선동 혹은 사주 - 켈리 듀언 외 1명

### 한국경쟁
- 술자리 다큐 에피소드 1 - 음주신학 - 공미연
- 선거, 일본의 경우 2 (고치현 쿠로시오쵸의 경우) - 김지영
- 사랑할 수 없는 시간 - 김희철
- 미국의 바람과 불 - 김경만
- 모래 - 강유가람
- 레드 마리아 - 경순
- 굿바이 홈런 - 이정호
- 오순도순공부방 - 넝쿨

### 청소년경쟁
- 철새(귀소본능) - 신지훈
- 잊혀진 상처 - 박성호
- 불편한 시선, 불편한 진실 - 유석현 외 1명
- 나를 보는 두 가지 방법 - 장승현 외 3명
- 고삼 - 유혜빈
- 학생 여기 와서 이 영화 좀 보고 가 - 김슬기 외 9명

### 최우수상
- 불편한 시선, 불편한 진실 - 유석현 외 1명 수상

### 우수상
- 학생, 여기 와서 이 영화 좀 보고 가 - 김슬기 외 9명 수상

### 닥 얼라이언스
- 빛 바랜 인생 - 에바 물바드
- 브라더, 시스터 - 마리아 모어
- 올다 - 비에라 차카뇨바
- 군나르, 신을 찾아가다 - 군나르 할 옌센
- 시라 - 초승달의 노래 - 아흐메드 압델 모흐센 외 1명

### 스페셜 포커스
- 옅은 대기 - 모함마드레자 파르자드
- 테러리스트들 - 툰스카 빤시티보라꿀
- 보이지 않는 도시 - 탄 핀핀
- 커다란 두리안 - 아미르 무하마드
- 호치민 루트 - 응우옌 트린 티
- 잊을 수 없는 기억 - 리우 웨이
- 역사와 기억 - 리 타지리
- 녹슨 필름 - 짐보 알바노 외 2명

### 글로벌 비전
- 프로젝트 님 - 제임스 마쉬
- 노스탤지어 포 더 라이트 - 패트리시오 구즈먼
- 맑스 재장전 - 제이슨 바커
- 울타리 전쟁 - 프히 암보
- 그랑지 호텔 - 로테 스툽스
- 시몬느 베이유를 만나다 - 줄리아 하슬렛
- 드래곤슬레이어 - 트리스탄 패터슨
- 워돈돈 - 전범의 기준 - 레베카 리치만 코헨
- 야만의 무기 - 이강길
- 땅에 전하는 수상한 소문 - 후안 마누엘 세풀베다
- 8월 26일, 세인트 헨리 거리 - 섀넌 월쉬
- 달팽이의 별 - 이승준
- 나폴리, 나폴리, 나폴리 - 아벨 페라라
- 신성돼지 - 한스 도르트만스
- 권투도장 - 프레더릭 와이즈먼
- 아르마딜로 - 야누스 메츠
- 도엘의 파수꾼 - 톰 파사트

### 아시아의 시선
- 랑카스 이야기 - 하피즈 외 4명
- 천강에 비친 달 - 지현영
- 후렴은 노래속의 혁명처럼 일어난다 - 존 토레스
- 룸피니 - 치라 위차이수디쿨
- 게임과 평화 - 수프리요 센
- 용선 - 카오 단
- 감독실격 - 히라노 카츠유키
- 다시 태어나고 싶어요, 안양에 - 박찬경
- 5분만 더 - 삼마리아 시만준딱 외 1명
- 하노이 천변풍경 - 트란 티 안 푸옹 외 3명

### 현장 속의 카메라
- 100일간의 잼(JAM)다큐멘터리 강정(江.汀) - 경순 외 7명
- 브루클린 전투 - 마이클 갤린스키 외 1명
- 강(江), 원래 - 김성만 외 6명
- 해적 소굴 잠입기 - 록 바이즈나우쓰 외 3명
- 리틀 보이스 - 오스카 앤드레이드
- 보이지 않는 사람들 - 가엘 가르시아 베르날 외 1명
- 부역자와 그의 가족들 - 아디 바라쉬

### 자연다큐멘터리
- 위대한 코끼리, 에코 - 마이크 버크헤드
- 창백한 남자의 전설 - 프레데릭 릴리언
- 고양이 춤 - 윤기형
- 물의 여행 - 임완호
- 고공비행 - 장-미셸 베트랑
- 아프리카 - 물의 전쟁 - 박환성

### 아이와 함께 다큐를
- 똑같은 하루 - 다리엘라 루드로
- 소리의 정원 - 니콜라 벨루치
- 두렵지 않아 - 빌럼 밥티스트
- 나눔의 미학 - 프랑스 베누아
- 안네, 날다 - 캐서린 반 캄펜
- 돌고래 소년 - 요나탄 니르 외 1명
- 아버지의 초상 - 나디아 조세핀 엘 사이드

### 아트링크
- 다섯 마리 코끼리와 할머니 - 바딤 옌드레이코
- 나인 뮤즈 - 존 아캄프라
- 힙합, 세상은 너의 것 - 조슈아 애테시 라이틀
- 어느 홈리스의 콜라쥬 - 알레그잔데르 나나우
- 아이티, 음악의 전사들 - 휘트니 다우
- 판타스틱 신드롬 - 쿠준

### 특별상영작
- 퍼플맨 - 박성호 외 3명
- 무산일기 - 박정범
- 김정일리아 - N.C. 헤이킨
- 전쟁의 상흔 - 마이클 엉거 외 1명
- 새로운 학교 - 학생인권 이등변삼각형의 빗변 길이는? - 오정훈
- 어머니 - 태준식
- 댄스 타운 - 전규환